# عمرو عباس
عمرو عباس عبد الفتاح هو داعية إسلامي مصري أصم، وناشط في مجال الدفاع عن حقوق الصم. يشغل حاليا منصب سكرتير عام الجمعية الأهلية للصم ، واعتبارًا من 21 مارس 2016 فهو مسؤول العلاقات العامة والإعلام في المنظمة العربية للأشخاص ذوي الإعاقة ومقرها بيروت. كان عضوا في الوفد المصري المشارك في إعداد قاموس لغة الإشارة العربية الموحدة الذي انبثق عن جامعة الدول العربية. في أغسطس 2011، كرمته شركة زين الكويتية في مسابقة لحفظ القرآن الكريم بلغة الإشارة برعاية وزير العدل والشؤون الاجتماعية الكويتي، لحصوله على المركز الثاني.

## روابط خارجية
- قناته على يوتيوب